# David Slíva
David Slíva (* 19. Jahrhundert, Prag; † 20. Jahrhundert) war ein tschechischer Tennisspieler.

## Biografie
Slíva nahm 1908 am Tenniswettbewerb der Olympischen Sommerspiele in London für Böhmen teil. Im Einzel unterlag er zum Auftakt Claude Russell-Brown, nachdem er zuvor zwei Freilose zugelost bekam. Im Doppel trat er mit Bohuslav Hykš zusammen ebenfalls an und unterlag ebenfalls in seinem ersten Match. Die Südafrikaner Victor Gauntlett und Harold Kitson hatten in drei Sätzen die Überhand. Darüber hinaus ist nichts über Slíva bekannt. Er soll in Prag zur Welt gekommen sein sowie dort auch gelebt haben.